# Melvin R. Novick
Melvin R. Novick (ur. 21 września 1932 w Chicago, zm. 20 maja 1986 w Princeton) – amerykański statystyk, profesor University of Iowa oraz konsultant Educational Testing Service. 
Współautor (razem z F. M. Lordem) pracy pt. Statistical Theories of Mental Test Scores (1968). Naukowo zajmował się zagadnieniami psychometrii, pomiarów psychologicznych i edukacyjnych.